# Tanja Maljartsjoek
Tanja Maljartsjoek of Tetjana Maljartsjoek (Oekraïens: Тетяна Володимирівна Малярчук) (Ivano-Frankivsk, 17 april 1983) is een Oekraïens schrijfster en journalist. Sinds 2011 woont Maljartschuk in Wenen, en schrijft sinds 2014 in de Duitse taal. Ze is columnist voor die Deutsche Welle en voor Zeit Online.
Maljartschuk studeerde Letteren aan de Vasyl Stefanyk Precarpathian National University (Прикарпатський національний університет імені Василя Стефаника), en ging na haar studie werken als televisie-journalist.

## Prijzen
- Joseph Conrad Korzeniowski Literary Prize (Polen, Oekraïne)
- Kristal Vilencia Award (Slovenië)
- BBC Book of the Year Award voor de novelle Forgottenness, 2016[5]
- Ingeborg Bachman-prijs voor het werk Frösche im Meer, 2018.[6][7]

- Bibsys: 1634281499041
- Bibliothèque nationale de France: cb16776279x (data)
- Gemeinsame Normdatei: 13601478X
- International Standard Name Identifier: 0000 0000 7881 8831
- Library of Congress Control Number: nb2006009632
- Nationale Bibliotheek van Letland: 000273386
- Nationale Bibliotheek van Tsjechië: jo2008480296
- Nationale Bibliotheek van Israël: 987011295892605171
- Réseau des bibliothèques de Suisse occidentale: 02-A027845840
- Système universitaire de documentation: 220904774
- Virtual International Authority File: 84202790
- WorldCat: E39PBJkHmV4y6pKJj4XbTpfwmd